# Quercus chenii
Quercus chenii — вид рослин з родини букових (Fagaceae), поширений у південно-східному Китаї.

## Опис
Це велике листопадне дерево до 30 і більше метрів заввишки. Кора майже гладка. Листки від широко-ланцетних до яйцювато-ланцетних, 7–12 × 2–4 см, голі навіть у молодому віці; основа коротко ослаблена до широко клиноподібної та злегка похила; край з колючкоподібними зубчиками; верхівка загострена; ніжка 5–15 мм. Період цвітіння: квітень. Жолуді завдовжки 15–20 мм, в діаметрі 13–15 мм; чашечка в діаметрі 15 мм; дозрівають другого року в жовтні.

## Середовище проживання
Поширений у Китаї (Цзянсі, Хенань, Фуцзянь, Цзянсу, Сичуань, Шаньдун, Аньхой, Хунань, Чжецзян, Хубей). Росте у змішаних мезофітних лісах; часто росте на вільних від вапна ґрунтах; на висотах від 0 до 600 метрів.

## Використання й загрози
Дерево вважається вразливим до рубок (місцевих і комерційних), перетворення середовищ існування та пожеж.